# Motorová jednotka SVT 137 155
Motorová jednotka 137 155, známá též pod názvem Kruckenberg-Schnelltriebwagen (Kruckenbergův rychlý motorový vůz) nechaly v roce 1938 postavit Německé říšské dráhy (Deutsche Reichsbahn) pro zkušební účely podle návrhu Franze Kruckenberga - konstruktéra legendárního kolejového zeppelina, lehkého vozidla s vrtulovým pohonem. Jednotka se vyznačovala pokrokovou koncepcí a designem. Tehdejšími zvláštnostmi byly lehká stavba, vzduchové vypružení a hydrodynamický přenos výkonu s vodou jako přenosovým médiem.
Při zkušební jízdě 28. června 1938 z Hamburku do Berlína došlo k horkému běhu nápravového ložiska, což mělo za následek lom nápravy. Oprava trvala celý rok. 23. června 1939 dosáhla jednotka při zkušební jízdě na stejné trati rekordní rychlosti 215 km/h. O dva dny později došlo k dalšímu poškození nápravy. Jednotka byla odstavena a více nevyjela.
Po roce 1945 se nacházela v sovětské okupační zóně. Zde byla také v roce 1958 vyřazena a v roce 1967 v Raw Wittenberge sešrotována. Jeden hnací podvozek s původním hydrodynamickým měničem byl péčí Dopravního muzea v Drážďanech zachován. Do konce 80. let se nacházel na volném prostranství v drážďanské průmyslové zóně, od roku 1997 je vystaven spolu s motorem původního typu a s naznačeným čelem jednotky v drážďanském dopravním muzeu.
Koncept jednotky s motory a hydrodynamickými měniči v krajních podvozcích, aerodynamicky tvarovaným čelem a vyvýšeným stanovištěm použily DB u řady VT 11.5 a DR u řady VT 18.16.

## Externí odkazy

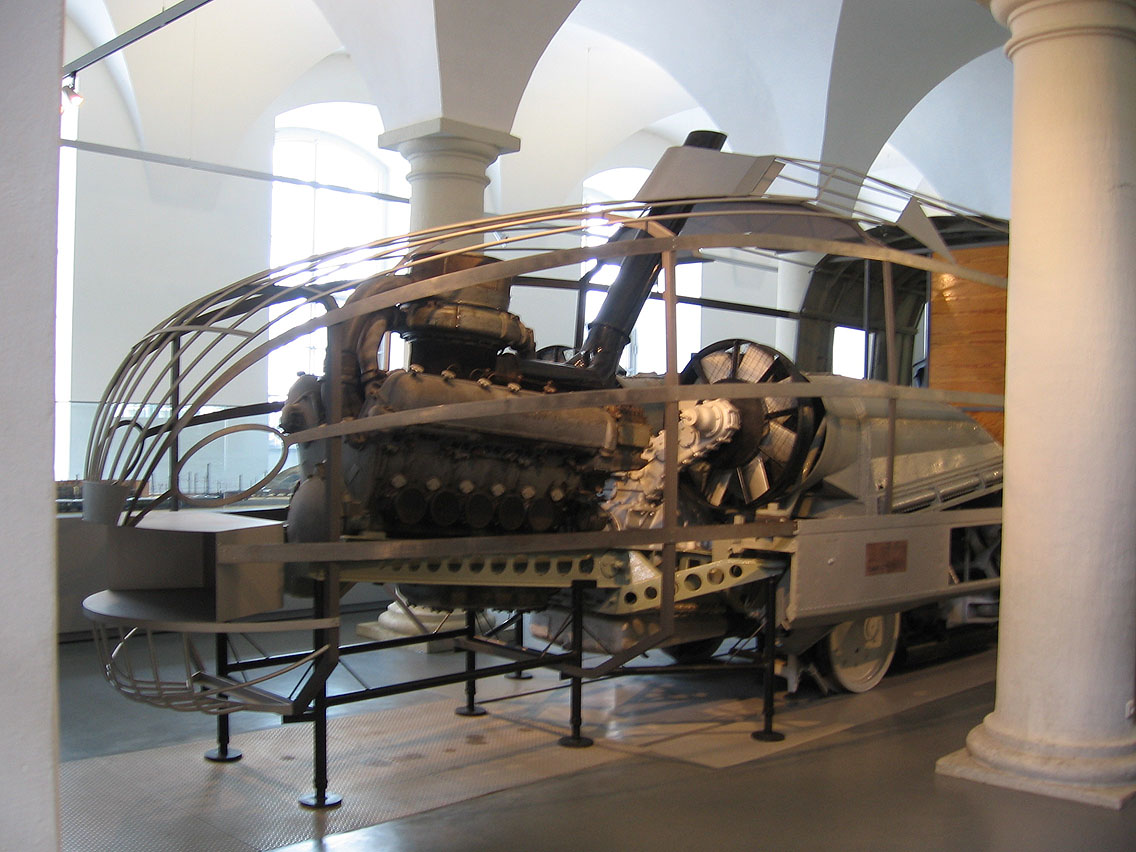
Částečně rekonstruovaný zbytek jednotky v drážďanském dopravním muzeu

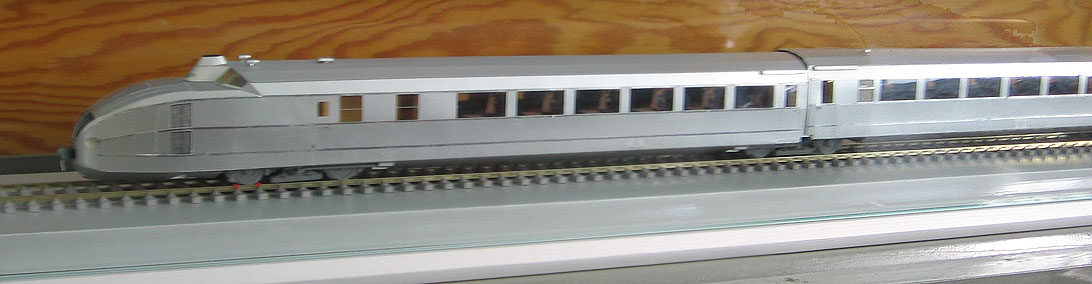
Model jednotky v drážďanském dopravním muzeu

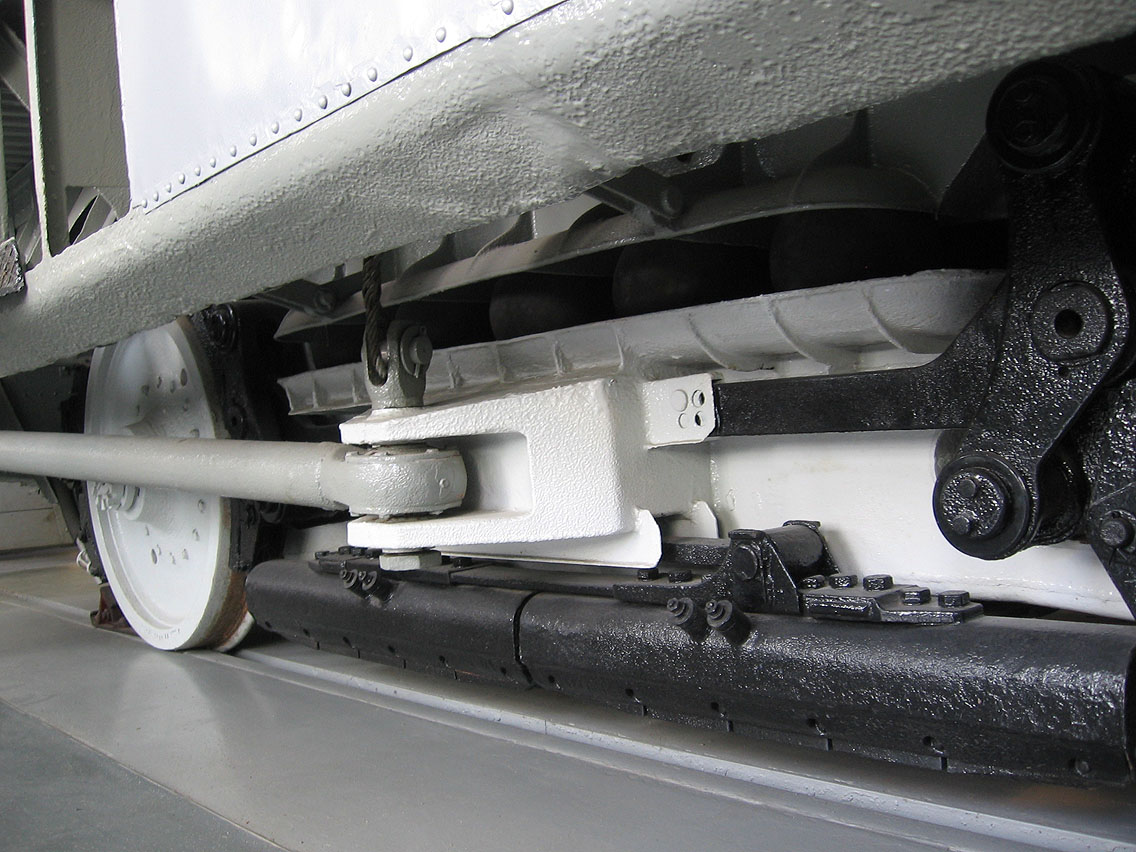
Hnací podvozek s pozoruhodným uložením na koulích